# Mantegazza Cup 1989
Mantegazza Cup 1989 — жіночий тенісний турнір, що проходив на відкритих кортах з ґрунтовим покриттям у Таранто (Італія). Належав до турнірів 1-ї категорії в рамках Туру WTA 1989. Відбувсь утретє і тривав з 1 до 7 травня 1989 року. Несіяна Карін Кентрек здобула титул в одиночному розряді.

## Фінальна частина

### Одиночний розряд
Карін Кентрек —  Каті Каверзасіо 6–3, 5–7, 6–3
- Для Кентрек це був єдиний титул в одиночному розряді за кар'єру.

### Парний розряд
Сабрина Голеш /  Мерседес Пас —  Софі Ам'яш /  Емманюель Дерлі 6–2, 6–2
- Для Голеш це був єдиний титул за сезон і 4-й — за кар'єру. Для Пас це був 1-й титул за рік і 13-й — за кар'єру.